# Alan Duff (historieta)
Alan Duff fue una serie de 30 cuadernos de aventuras creada por Julio Vivas y publicada por la editorial barcelonesa Marco en 1952. Fue el primer tebeo español en el que se trató el mundo del espionaje, aunque de forma esporádica. Luego vendrían  Tras el telón de acero (1954), la segunda serie de Kit Boy (1958) y Espionaje (1965).

## Argumento y personajes
1. Maldad en la sombra
Alan Duff investiga el atropello que ha costado la vida a su amigo, el Dr. Marley. Localiza al conductor y lo pone bajo vigilancia. En un bar frecuentado por el conductor simila una trifulca con un policía para infiltrarse en su banda. Descubre entonces que el Dr. Marley fue asesinado tras curar al jefe de la banda, para evitar que revelase nada.
2. Contrabando